# معارضة الدين
معارضة الدين هي معارضة لأي نوع من أنواع الدين، وقد استخدم هذا المصطلح لوصف المعارضة للدين المنظم أو الممارسات الدينية أو المؤسسات الدينية. استخدم هذا المصطلح أيضًا لوصف المعارضة لأشكالٍ معينة من العبادة أو الممارسات الروحية سواء كانت منظمة أو غير منظمة. تجتاز المعارضة للدين مرحلة كره الرب حيث تختلف معارضة الدين عن المواقف الخاصة بالألوهيات مثل الإلحاد (عدم الإيمان بالآلهة) و (معارضة الإيمان بالآلهة).

## المنظورات التاريخية
عُبِّر عن شكلٍ مبكر من معارضة جماهيرية للدين خلال فترة التنوير في وقتٍ مبكر من القرن السابع عشر. لم يهاجم كتاب «بارون دي هولباخ» الذي نشر في عام 1761 المسيحية فقط ولكن الدين بشكلٍ عام كعقبة أمام التقدم الأخلاقي للإنسانية.
كان كريستوفر هيتشنز معارضًا معروفًا للدين وناقدًا له في القرن العشرين حيث تبنّى معارضته للدين مجادلاً أن حرية التعبير والاكتشاف العلمي يجب أن يحلّان محل الدين كطريقة لتعليم الأخلاق وتعريف الحضارة الإنسانية.
تبنّى الاتحاد السوفيتي الأيديولوجية السياسية للماركسية اللينينية واعتبر الدين مرتبطًا ارتباطًا وثيقًا بالجنسية الأجنبية. وجّه الاتحاد السوفياتي كمياتٍ متفاوتة من الجهود المضادة للأديان اعتمادًا على التهديد الذي تشكله للدولة السوفياتية واستعدادها لإخضاع نفسها للسلطة السياسية. وجِّهت هذه الحملات المضادة للدين إلى جميع الأديان بما في ذلك الديانات المسيحية والإسلامية والبوذية واليهودية والشامانية.
في ثلاثينيات القرن الماضي خلال الفترة الستالينية، دمرت الحكومة مباني الكنائس أو حولتهم إلى مكانٍ علماني (كمتاحفٍ للدين والإلحاد أو لنوادي أو لمرافق التخزين)، أعدمت رجال الدين وحظرت نشر معظم المواد الدينية كما أجريت محاولات أقل عنفًا للحد من تأثير الدين أو القضاء عليه في المجتمع في أوقاتٍ أخرى في التاريخ السوفياتي. على سبيل المثال، كان من الضروري عادةً أن تكون ملحداً من أجل الحصول على أي منصب سياسي مهم أو أي وظيفة علمية مرموقة؛ وهكذا تحول الكثير إلى ملحدين من أجل التقدم في حياتهم المهنية.
في سنوات 1921-1950، يقدر البعض أن 15 مليون مسيحي قُتلوا في الاتحاد السوفيتي، وتعرض ما يصل إلى 500000 مسيحي أرثوذكسي روسي للإضطهاد من قبل الحكومة السوفياتية.
استهدفت جمهورية مولدوفا السوفياتية الاشتراكية العديد من رجال الدين لاعتقالهم واستجوابهم كأعداءٍ للدولة، وتحولت العديد من الكنائس والمساجد والمعابد إلى أماكن علمانية. كان لجمهورية ألبانيا الشعبية هدف في القضاء على جميع الديانات في ألبانيا بهدف إنشاء دولة ملحدة، وأعلنت أنها قد حققتها في عام 1967. في عام 1976، طبّقت ألبانيا حظرًا دستوريًا على النشاط الديني. حُظِر الأدب الديني وتحاكم العديد من رجال الدين والمؤمنين وتم تعذيبهم وإعدامهم. طُرد جميع رجال الدين الرومان الكاثوليك الأجانب في عام 1946 وكانت ألبانيا هي الدولة الوحيدة التي حظرت الدين رسميًا.

## أبرز الشخصيات المعارضة للأديان
المثقفون
- لوكريتيوس (99 قبل الميلاد - 55 قبل الميلاد).
- توماس بين (1737-1809)، مؤلّف وكاتب ديني إنكليزي أمريكي كتب نقدًا لاذعًا عن الدين في كتابه الشهير «عصر العقل».[11]
- كارل ماركس (1818-1883)، فيلسوف وعالم اجتماع ألماني اشتراكي، وهو مشهور بآرائه المعادية للأديان.[12]
- فريدريك فيلهيلم نيتشه (1844-1900)، الفيلسوف الألماني والناقد الثقافي والشاعر والملحّن والباحث اللاتيني واليوناني. كتب العديد من النصوص النقدية حول الدين والأخلاق والثقافة المعاصرة والفلسفة والعلوم، وأظهر ولعًا للمجازى والسخرية.[13]
- جون ديوي (1859-1952)، فيلسوف براغماتي أمريكي، لم يكن يعتقد أن الدين ولا الميتافيزيقيا يمكن أن يوفّران قيمًا أخلاقية أو اجتماعية مشروعة.
- برتراند راسل (1872-1970)، المنطقي والفيلسوف الإنكليزي الذي يعتقد أن الفلسفة الأصيلة لا يمكن متابعتها إلا من خلال أساس إلحادي «لليأس الذي لا يلين». في عام 1948، ناقش بشكل رئيسي الكاهن اليسوعي والمؤرخ الفلسفي الأب فريدريك كوبليستون بموضوع وجود الله.[14]
- آين راند (1905-1982)، الروائي والفيلسوف الروسي الأمريكي ومؤسس النظرية الموضوعية.
- مادلين موراي أوهير (1919-1995)، الناشطة الأمريكية الملحدة، مؤسِّسة منظمة الملحدين الأمريكية.[15]
- ريتشارد دوكينز (من مواليد 1941)، عالم أحياء إنكليزي، أحد «الفرسان الأربعة» للإلحاد الجديد. كَتب «وهم الله» منتقدًا الإيمان بالإله في عام 2006.
- كريستوفر هيتشنز (1949–2011)، مؤلف وصحفي إنكليزي أمريكي، أحد «الفرسان الأربعة» للإلحاد الجديد. كتب «الله ليس عظيم» في عام 2007 حيث علّق فيه عن كيفية تسميم الدين لكل شيء.
- ستيفن بينكر (مواليد 1954)، العالم المعرفي الكندي الأمريكي الذي يعتقد أن الدين يحرّض على العنف.[16]

سياسيون
- فلاديمير لينين (1870-1924)، الزعيم السوفييتي من عام 1917 حتى عام 1924، الذي يعتقد مثل معظم الماركسيين أن جميع الأديان هي «أجهزة تفاعلية بورجوازية تُستخدم لحماية الاستغلال وسوء الطبقة العاملة».[17]
- جوزيف ستالين (1878-1953)، زعيم الاتحاد السوفياتي من 1922 إلى 1953 الذي اضطهد الأديان بشكل نشط.
- نيكيتا خروتشوف (1894-1971)، الزعيم السوفييتي في 1953-1964 الذي بدأ الحملة السوفيتية المناهضة للدين منذ عام 1958 حتى عام 1968.
- بيريار راماسامي، سياسي تاميلي بين 1938-1973، مروّج لمبادئ العقلانية واحترام الذات وحقوق المرأة والقضاء على الطبقات في جنوب الهند.
- ماو تسي تونغ (1893-1976)، الزعيم الشيوعي الصيني.[18][19]
- أنفر هوكسا (1908-1985)، الزعيم الشيوعي الألباني بين عامي 1944 و 1985 الذي حظر الدين في ألبانيا.[20][21]
- بول بوت (1925-1998)، كان سياسيًا وثوريًا كمبوديًا قاد الخمير الحمر الذين حظروا الدين في كمبوديا.

آخرون
- بيل مار، الذي قام بكتابة وتأليف فيلم Religulous، وهو فيلم وثائقي أُخرج في عام 2008 ينتقد ويسخر من الدين.[22]
- ماركوس بريجستوك، الممثل الكوميدي البريطاني.
- جيمس راندي، متمرّس في السحر، ومؤسس مؤسسة جيمس راندي التعليمية.
- فيليب روث، الروائي الأمريكي اليهودي المعاصر.
- يشارك مات ديلاهونتي، صاحب تجربة The Atheist Experience والرئيس السابق لجماعة Atheist Community of Austin.